# American Bandstand
American Bandstand var ett amerikanskt musik- och dansprogram som sändes mellan 1952 och 1987. Från 1956 (8 augusti 1957 enligt andra uppgifter) leddes det av Dick Clark, som även var programmets producent. Tonåringar dansade till topplistemusik och artister framförde sina senaste singlar. Programmet gjorde Dick Clark till en mediamogul och inspirerade andra program såsom Soul Train och Top of the Pops.

## American Bandstand i media
- I TV-serien Drömmarnas tid, som utspelar sig på 1960-talet spelar American Bandstand en viktig roll, då dottern i familjen är en av dansarna i programmet.